# 草地生态系统
草地生态系统（grassland），是以草本植物為主，可為野生動物提供生存場所的一系列生态系统的泛称。

## 类型
草地生态系统包括草原、莽原等。还有由草丛为主要成分的干热河谷灌草丛生境。按群落分，又可分为草原群落、草甸和草丛。.   [2022-01-21]. （原始内容存档于2022-01-21）. 并成为令大量美洲国家与地区头疼的入侵物种；白羊草则可在半湿润区的温带草甸中滋生草丛，成为森林草原间奇特的物种。但总体来说，草甸分布于更加寒冷的地区，例如，中国的草甸和草丛大致以长城为界。
高山草原及高山草甸属高山稀疏植被生态系统，均以多年生高寒草本植物为主，二者即不属于草原也不属于草甸，在分类上可算作草本型冻原的一种情形但由于更高海拔的高山苔原有所区别。

## 形成条件
草地生态系统由大气、土壤、生物等共同作用形成。其中，大气温度、降水量占主导地位。

### 莽原
發生於南、北半球副熱帶高壓的兩側，環繞熱帶沙漠而分布，代表地區為北非撒哈拉沙漠的外緣、西南亞洲、北美西南部及南半球的澳洲。其位向赤道一方者，夏季與熱帶莽原氣候（Tropical Savanna Climate,Aw）相接，降雨量集中夏季，屬於夏雨型熱帶草原（BShw）。位向極地一方者，冬期因西風帶南移，與地中海型氣候相連，降雨偏集在冬期，為冬雨型熱帶草原（BShs）。

## 世界各地的草地生态系统

### 高山草甸
洒犁哥是安第斯山高原上的森林草甸草原冻原系统。
青藏高原的高山草原中也有草甸分布。